# Alexander Souter
Alexander Souter (ur. 14 sierpnia 1873, zm. 17 stycznia 1949) – szkocki biblista i patrolog.
Souter ukończył University of Aberdeen oraz University of Cambridge. Od roku 1903 wykładał na Mansfield College w Oksfordzie, a od roku 1911 na uniwersytecie w Aberdeen. Zajmował się krytyką tekstu Nowego Testamentu oraz patrystycznymi łacińskimi komentarzami do Listów Pawła.

## Wybrane publikacje
- A study of Ambrosiaster. Cambridge: 1905. Brak numerów stron w książce
- The Text and the Canon of the New Testament. London: 1913. Brak numerów stron w książce
- A Pocket Lexicon to the Greek New Testament. Oxford: Clarendon Press, 1917. Brak numerów stron w książce
- Hints on Translation from Latin Into English. London: 1920. Brak numerów stron w książce
- The earliest Latin commentaries on the Epistles of St. Paul. Oxford: Clarendon Press, 1927. Brak numerów stron w książce
- A glossary of later Latin to 600 A.D., Oxford University Press, 1949